# Oreonectes anophthalmus
Oreonectes anophthalmus es una especie de peces de la familia Balitoridae en el orden de los Cypriniformes.

## Morfología
• Los machos pueden llegar alcanzar los 3,7 cm de longitud total.

## Distribución geográfica
Se encuentran en Asia: cueva Taiji en Guangxi y cueva Dongtang en Guizhou (China).

## Hábitat
Es un pez de agua dulce y de clima subtropical.